# Saraca celebica
Saraca celebica é uma espécie vegetal da família Fabaceae.
Apenas pode ser encontrada na Indonésia.